# 康蓮鶴
康 蓮鶴（カン・リョンハク、朝鮮語: 강련학、1932年 - 2016年10月1日）は、朝鮮民主主義人民共和国の政治家。祖国統一民主主義戦線共同議長、6.15共同宣言実践北側委員会副委員長、最高人民会議代議員などを歴任。

## 経歴
生年月日や出生地など詳しいことはわかっていない。1972年に朝鮮労働党連絡部副部長に就任。以後対南工作に関わる。1998年に祖国統一民主主義戦線共同議長、最高人民会議第10期代議員に選出され、2016年に死去するまで18年間務めた。同年10月20日に訪朝した、東亜日報の金炳琯会長と会談した。2004年に金正日総書記（国防委員長）と韓国の金大中大統領の間で締結された6.15南北共同宣言の履行を目的とした6.15共同宣言実践北側委員会副委員長に就任した。
2016年10月1日に死亡し、金正恩国務委員長より花輪が送られた。

## 参考サイト
- 북한정보포털